# Eduintegrator
eduintegrator – spółka zajmująca się produkcją i sprzedażą rozwiązań na rynek edukacyjny, usług językowych, usług nauki języków obcych przez e-learning, sprzedaż aplikacji multimedialnych i edukacyjnych (m.in. encyklopedii i atlasów) dla klientów indywidualnych i biznesowych. Siedziba spółki mieści się w Poznaniu.

## Historia

### 1994–1997 – Współpraca Wydawnictwa Naukowego PWN i Vulcan
W 1994 r. przedsiębiorstwa Vulcan i Wydawnictwo Naukowe PWN rozpoczęły rozmowy, a w 1995 r. współpracę przy projekcie stworzenia pierwszej polskiej encyklopedii na CD-ROM – Encyklopedii multimedialnej PWN. Encyklopedia trafiła do sprzedaży na początku grudnia 1996 roku i okazała się olbrzymim sukcesem. Sprzedanych zostało 40 tys. egz. programu mimo bardzo wysokiej, jak na ówczesne czasy, ceny – 240 zł (uwzględniając fakt, że średnie wynagrodzenie brutto w 1996 roku było prawie 4 razy mniejsze niż w roku 2009, obecnie proporcjonalnie do zarobków byłby to odpowiednik kwoty ponad 900 zł).

### 1997 – Powstanie Vulcan Media
Po tym pozytywnym doświadczeniu spółki postanowiły utworzyć wspólne przedsiębiorstwo pod nazwą Vulcan Media. Zostało założone w 1997 r., przeszło do niego 11 osób z działu oprogramowania multimedialnego przedsiębiorstwa Vulcan, w tym Leszek Lewoc – pierwszy prezes zarządu. Członkami Zarządu zostali Marczello Georgiew (dyr. marketingu, wcześniej w SuperMemo World) oraz Robert Podsiadły (szef IT, obecnie w PWN). Wydawnictwo Naukowe PWN wniosło do spółki większościowy udział kapitałowy, resztę stanowiły udziały Vulcan.
Mimo tak silnego powiązania z wielkim wydawcą, Vulcan Media stawiało sobie za zadanie nie tylko kontynuację linii produktów PWN. Od samego początku tworzyła także oprogramowanie dla innych wydawców (WSiP, Bellona, Wydawnictwo Dolnośląskie, Wydawnictwo Szkolne PWN).

### 1999 – Przekształcenie w pwn.pl
W 1999 r. spółka została w całości wykupiona przez Wydawnictwo Naukowe PWN, po czym jej nazwa została zmieniona na pwn.pl. Nowym prezesem zarządu został Marcello Georgiew. (Część byłego zespołu Vulcan Media, w szczególności Leszek Lewoc utworzyła później w 2004 roku przedsiębiorstwo vm.pl).
Od tego momentu spółka rozpoczęła prace przy współpracy głównie z Wydawnictwem Naukowym PWN i innymi spółkami z Grupy Wydawniczej PWN.

### 2003–2009 – Rozwój oferty językowej
Od 2003 roku pwn.pl jest partnerem przedsiębiorstwa POLENG i wyłącznym dystrybutorem na Polskę programu automatycznego tłumaczenia Translatica. Od tego momentu odnotować można skupienie się spółki na rozwoju oferty w zakresie rozwiązań językowych.
W 2004 roku wydano pierwszy automatyczny translator w dwóch wersjach – standardowej i profesjonalnej – tłumaczący z języka angielskiego na polski i odwrotnie. W latach 2005–2008 dzięki współpracy z POLENG spółka sukcesywnie poszerzała ofertę technicznie:
- 2007 – o wersję w architekturze klient-serwer – Translatica Server,
- 2008 – o rozwiązanie w formie API – Translatica API,
- 2009 – o zintegrowany system tłumaczenia na inne języki serwisów internetowych przez tłumaczenia profesjonalne i automatyczne – Globalizator,

oraz językowo:
- 2006 – o tłumaczenie rosyjsko-polskie i polsko-rosyjskie,
- 2008 – o tłumaczenie niemiecko-polskie i polsko-niemieckie.

W okresie tym otwarto także dział spółki zajmujący się tłumaczeniami profesjonalnymi – Centrum Tłumaczeń pwn.pl.

### 2009 – Uzupełnienie oferty dla biznesu, nowe rozwiązania na rynek edukacyjny
Także w tym roku spółka zapowiedziała zupełnie nową gałąź produktów dla rynku szkolnego – SONDa (Skomputeryzowane Oprzyrządowanie Nowoczesnego Dydaktyka). Produkty te to pierwsze polskie zestawy dydaktyczne umożliwiające eksperymenty z dziedziny nauk matematyczno-przyrodniczych przy użyciu oprogramowania komputerowego. Wyniki wykonywanych doświadczeń są pokazywane na ekranie komputera.

### 2013 – Zmiana firmy i logotypu
We wrześniu 2013 przedsiębiorstwo zmieniła firmę na „eduintegrator” oraz logo na wspólne logo Grupy PWN.

## Produkty i usługi
Od 2003 roku eduintegrator skupia się na rozwoju oferty w zakresie rozwiązań językowych.
W 2009 roku spółka zapowiedziała zupełnie nową gałąź produktów dla rynku szkolnego – SONDa (Skomputeryzowane Oprzyrządowanie Nowoczesnego Dydaktyka). Produkty te to pierwsze polskie zestawy dydaktyczne umożliwiające eksperymenty z dziedziny nauk matematyczno-przyrodniczych przy użyciu oprogramowania komputerowego. Wyniki wykonywanych doświadczeń są pokazywane na ekranie komputera.
Obecnie eduintegrator oferuje produkty i usługi należące do dwóch kategorii:
- rozwiązania edukacyjne,
- rozwiązania językowe.

Z rozwiązań edukacyjnych dedykowanych dla szkół i instytucji edukacyjnych eduintegrator oferuje:
- serie multimedialnych programów Eduterapeutica, które przeznaczone są do diagnozy i terapii dzieci ze specjalnymi potrzebami edukacyjnymi w różnym wieku. W ofercie dostępne programy:
  - Eduterapeutica Logopedia – do pracy z dziećmi wykazującymi zaburzenia mowy.
  - Eduterapeutica Dysleksja – poświęcona dzieciom wykazującym specyficzne trudności w czytaniu i pisaniu.
  - Eduterapeutica Dyskalkulia – dedykowana dzieciom mającym specyficzne trudności w rozwiązywaniu zadań matematycznych.
  - Eduterapeutica Postawa i ruch – kompleksowo obejmująca zagadnienia związane ze szkolną edukację zdrowotną.
  - Eduterapeutica Gimnazjum – skupiająca się na pracy z uczniami gimnazjum, dotkniętymi dysleksją, dysgrafią, dysortografią i dyskalkulią.
  - Eduterapeutica Strategia bezpieczeństwa – nowy program multimedialny pomocny w rozwiązywaniu zagadnień związanych z problemami szkolnymi, uzależnieniami, problemami emocjonalnymi oraz agresją i przemocą w szkole.
- zestawy dydaktyczne dla gimnazjów i szkół ponadgimnazjalnych SONDa
- programy ogólnoedukacyjne dla dzieci w wieku przedszkolnym i wczesnoszkolnym (seria Mango, Treningi)

Eduintegrator aktywnie angażuje się w projekty edukacyjne, wspierające ucznia na różnych poziomach kształcenia. Obecnie realizuje następujące projekty:
- Być przedsiębiorczym – nauka przez działanie. Innowacyjny program nauczania przedsiębiorczości w szkołach ponadgimnazjalnych.
- Nauczyciel na miarę XXI wieku.
- Przyroda liczy na Ciebie.